# Rhombomys opimus
Il grande gerbillo (Rhombomys opimus Lichtenstein, 1823) è un roditore della famiglia dei Muridi, unica specie del genere Rhombomys (Wagner, 1841), diffuso nell'Asia centrale.

## Descrizione

### Dimensioni
Roditore di piccole dimensioni, con la lunghezza della testa e del corpo tra 150 e 185 mm, la lunghezza della coda tra 130 e 160 mm, la lunghezza del piede tra 36 e 47 mm, la lunghezza delle orecchie tra 12 e 19 mm e un peso fino a 275 g.

### Caratteristiche craniche e dentarie
Il cranio presenta un rostro e delle ossa nasali corte e larghe, le creste sopra-orbitali ben sviluppate e le bolle timpaniche moderatamente rigonfie. I denti masticatori superiori sono a crescita continua. Gli incisivi superiori sono attraversati da due solchi longitudinali ciascuno.
Sono caratterizzati dalla seguente formula dentaria:

### Aspetto
La pelliccia è molto densa e soffice. Il corpo è robusto. Le parti superiori sono ocracee, con dei riflessi grigio chiari sulla groppa e più chiari sulle spalle. Le parti ventrali sono biancastre. Il mento è bianco puro. Le orecchie sono fortemente ridotte e densamente ricoperte di peli. Gli artigli sono robusti, adattamento ad una vita fossoria. La pianta dei piedi è densamente ricoperta di peli. La coda è più corta della testa e del corpo, è uniformemente color ruggine con dei peli nerastri all'estremità. Il numero cromosomico è 2n=40.

## Biologia

### Comportamento
È una specie fossoria e diurna, attiva dall'alba fino al tramonto. Costruisce elaborati sistemi di cunicoli, con grandi entrate, tunnel profondi e diverse camere utilizzate sia come nidi che come magazzini alimentari. Durante l'inverno queste camere posso raggiungere le dimensioni di circa 2,5 metri di diametro. Vivono in gruppi familiari e diverse famiglie, solitamente fino a 3, possono occupare le stesse tane, sebbene tra di loro rimanga sempre un grado di intolleranza reciproca. Non cade in letargo, ma la sua attività è notevolmente ridotta durante i periodi freddi. Possono effettuare spostamenti anche su distanze fino a 10 km. Quando vengono avvistati dei predatori emettono dei forti richiami, accoppiati a battiti ripetuti sul terreno delle zampe.

### Alimentazione
Si nutre di arbusti succulenti, come quelli delle specie di Salsola. Il cibo è solitamente depositato nelle tane ma occasionalmente vengono costruiti dei covoni in superficie con diametro di 2-3 metri e alti fino ad un metro. 

### Riproduzione
Si riproduce durante tutto l'anno, con una ridotta attività durante l'estate. Le femmine danno alla luce 1-14 piccoli, solitamente però sono 4-7, anche per 6 volte in sei mesi. La gestazione dura 23-32 giorni. Le femmine raggiungono la maturità sessuale dopo 3-4 mesi. L'aspettativa di vita è di 3-4 anni nelle femmine e 2-3 anni nei maschi.

## Distribuzione e habitat
Questa specie è diffusa nell'Asia centrale, dalle sponde orientali del Mar Caspio fino alla Mongolia meridionale.
Vive in ambienti desertici e semi-desertici, in particolare nei letti dei fiumi asciutti ricoperti di arbusti. Nella parte meridionale del suo areale è presente anche nei frutteti e nei terrapieni argillosi.

## Tassonomia
Sono state riconosciute 4 sottospecie:
- R.o.opimus: Kazakistan meridionale e sud-occidentale, Uzbekistan, Turkmenistan, Iran nord-orientale e sud-orientale, Afghanistan nord-occidentale e settentrionale, Tagikistan sud-occidentale, Kirghizistan settentrionale e sud-occidentale; bacino della Zungaria, nella provincia cinese dello Xinjiang settentrionale;
- R.o.giganteus (Büchner, 1889): Provincia cinese dello Xinjiang centrale;
- R.o.nigrescens (Satunin, 1903): Province cinesi della Mongolia interna, Gansu centrale ed orientale, Ningxia; Mongolia meridionale;
- R.o.pevzovi (Heptner, 1939): Province cinesi del Gansu occidentale e Xinjiang sud-orientale.

Una popolazione isolata è presente nella provincia pakistana del Belucistan centro-occidentale.

## Conservazione
La IUCN Red List, considerato il vasto areale e la popolazione numerosa, classifica R.opimus come specie a rischio minimo (Least Concern).

## Rapporti con l'Uomo
Questa specie è considerata una piaga, poiché è serbatoio naturale di alcune malattie, danneggia colture, le massicciate dei binari ferroviari e gli argini dei canali di irrigazione. In certe zone è catturata per la sua pelliccia.